# 圣方济各堂 (墨尔本)
圣方济各堂（St Francis' Church）是澳大利亚维多利亚州最古老的罗马天主教教堂，位于墨尔本倫斯敦街与伊丽莎白街的拐角处。这座教堂的主体是墨尔本市中心为数不多的建于1851年维多利亚淘金热之前的建筑之一。

## 历史
1839年4月28日，菲利普港的一批天主教教友（通常在彼得·博德钦的家中举行祈祷）写信给新荷兰宗座代牧贝德·波尔丁（Bede Polding），请求派遣一位神父。波尔丁派遣了去年12月从都柏林抵达的方济各会神父巴特利爵·杰根（Patrick Geoghegan）。5月15日，杰根神父在威廉斯敦登陆。他是菲利普港区的第一位常驻天主教神父。
教堂奠基于1841年10月4日，即主保圣人圣方济各瞻礼日。 1842年5月22日，在在完工的中殿里举行了第一场弥撒。聖十字瑪麗（1842-1909）于1842年在该堂受洗。1845年10月23日，完工的教堂受到祝圣。
1848年，圣方济各堂成为墨尔本第一任天主教主教James Goold的主教座堂。直到1868年，教区将主教座堂迁往尚未完工的圣巴特利爵主教座堂。优雅的雪松天花板安装于1850年。西侧华丽的拉迪小堂（Ladye Chapel）由乔治和施耐德（George and Schneider）设计，建于1856-1858年，由勒古尔德和苏特（Le Gould and Souter）装饰。
1878年至1879年，里德和巴恩斯（Reed and Barnes）设计了一个新的圣所，为文艺复兴风格. 于1956年增加前门廊，与1850年代的一个小门廊的屋顶合并。在不同的时期，在圣方济各堂曾设过各种天主教组织。

## 现状
圣方济各堂位于墨尔本中央商务区的中心位置，是墨尔本市最受欢迎和使用最广泛的教堂之一，如今是澳大利亚最繁忙的教堂，每周有10000多名教友进堂。自1929年以来，它一直是圣礼生活的中心，由圣礼会（Congregation of the Blessed Sacrament）照管。一座修道院建于20世纪30年代末。
该堂被列入维多利亚遗产名录。尽管这座建筑做了很多改动，包括建造了一座新的钟楼，这是格罗罗（Grollo）家族的礼物，用来安放从都柏林进口的1853年的原始大钟，但教堂基本上仍然是由塞缪尔·杰克逊设计的。